# Kékoportó
A kékoportó vagy oportó elnevezés földrajzi helyre utal, a fajta hivatalos megnevezése az EU-szabályok értelmében portugieser vagy blauer portugieser, jellemzően Közép-Európában, Magyarországon, Ausztriában és Németországban – elterjedt a szőlőfélék (Vitaceae) családjába, a  bortermő szőlőkhöz (Vitis vinifera) tartozó kék, vörösborszőlő-fajta. További hasonnevei: Portugizer, Porthogese, Portugalske modré, Modrý Portugal, Portugais Bleu.  Az Európai Unió eredetvédelmi szabályai alapján – a csatlakozás után – a borospalackok címkéjén feltüntetett kékoportó nevet Magyarországnak ki kellett vezetnie a piacról (mert a szőlőfajta eredeti neve földrajzi helyre, Porto-ra utal), helyette a külföldön elterjedt portugieser nevet használják.
Bora jellegzetes lágy, színanyagban gazdag, könnyű, asztali vörösbor, de 2000 óta rozé és hosszabb érleléssel az egri borvidéken kékfrankos, a medoc noir, az oportó vagy a cabernet franc házasításával készülő Egri bikavér.

## Eredete és elterjedtsége
Származása bizonytalan. Egyesek neve után portugál eredetűnek, míg mások osztrák származásúnak tartják. A legnépszerűbb történet szerint az első tőkéket az osztrák Baron von Fries  hozta a portugáliai Portóból (spanyolul Oporto), Vöslau (Alsó-Ausztria) melletti birtokára 1772-ben. Innen került át Magyarországra, ahol a bogyók hamvaskék színe miatt kapta a kékoportó nevet. A szőlészek a fajta külső jegyei alapján, a természetes rendszerezés szerint a keleti változatcsoportba sorolják.
Ausztriában már a 19. században igen elterjedt volt; onnan vitték a szőlőtőkéket Németországba, ahol az 1970-es éveket jellemző „vörösbor-boom” idején vált igazán népszerűvé. Ma Rheinhessen és Pfalz borvidékeken, 4 980 hektáron, a teljes termőterületek 4,8% án termelik.
Az oportót Magyarország legtöbb vörösbor-termelő borvidékén megtaláljuk. Jellemzően az egri, a szekszárdi, a  hajós-bajai borvidékeken terem, de önálló fajtaként a Villány–Siklósi borvidéken vált ismert és keresett márkává. Mintegy másfél ezer hektáron termelik, főleg az ország délnyugati részén.

## Jellemzői
Tőkéje közepes fejlődésű, elterülő vesszőkkel, mind rövidcsapra, mind hosszúcsapra metszve bőven terem. Levele világoszöld színű, csupasz, fényes, sima felületű, vékony szövetű. Szeptember első felében már érik, ám szüretelésének idejét inkább a termés egészségi állapota határozza meg (rothadékony fajta). Téli fagyállósága jó; talajban és fekvésben nem válogatós, a száraz homoktalajon is jól fejlődik. Fürtjei közepesek (átlagsúlya 11 dkg), vállasak és tömöttek. Bogyói közepesek, gömbölyűek, sötétkék vékony héjúak, hamvasak, édes lédúsak. Korai érése és kedvező fürtfelépítése, valamint ritkaságnak számító kék színű bogyója miatt étkezési célra is felhasználják.
Szelektált változata a teltfürtű kékoportó. Vannak szürke, zöld és fehér változatai is, de ezek ritkák, kivéve az osztrák grüner portugiesert (zöld).
Bora lágy, nagy csersavtartalmú, szép vörös színű, gyorsan fejlődő, fajtajelleges ízekkel, zamatokkal rendelkező – bár ezt a tulajdonságát csak nagyon jó, inkább délies jellegű termőhelyeken nyújtja. Borát a hétköznapok vörösborának tartják és sokáig azt gondolták, hogy az oportó semmiképpen sem veheti fel a versenyt például a cabernet sauvignonnal, de ez a vélemény napjainkban (Polgár Zoltán 1999-es kékoportója után) változni kezdett.

## Külső hivatkozás
- Villány: portugieser vagy csúcsborok?